# NGC 3740
NGC 3740 é uma galáxia espiral (S?) localizada na direcção da constelação de Ursa Major. Possui uma declinação de +59° 58' 36" e uma ascensão recta de 11 horas, 36 minutos e 12,1 segundos.
A galáxia NGC 3740 foi descoberta em 19 de Março de 1790 por William Herschel.